# Arzamascewka
Arzamascewka (ros. Арзамасцевка) – wieś (sieło) w Rosji, w obwodzie samarskim, w rejonie bogatowskim. W 2010 liczyła 506 mieszkańców.